# 城市光廊
22°37′23″N 120°17′56″E / 22.6229836°N 120.2989411°E

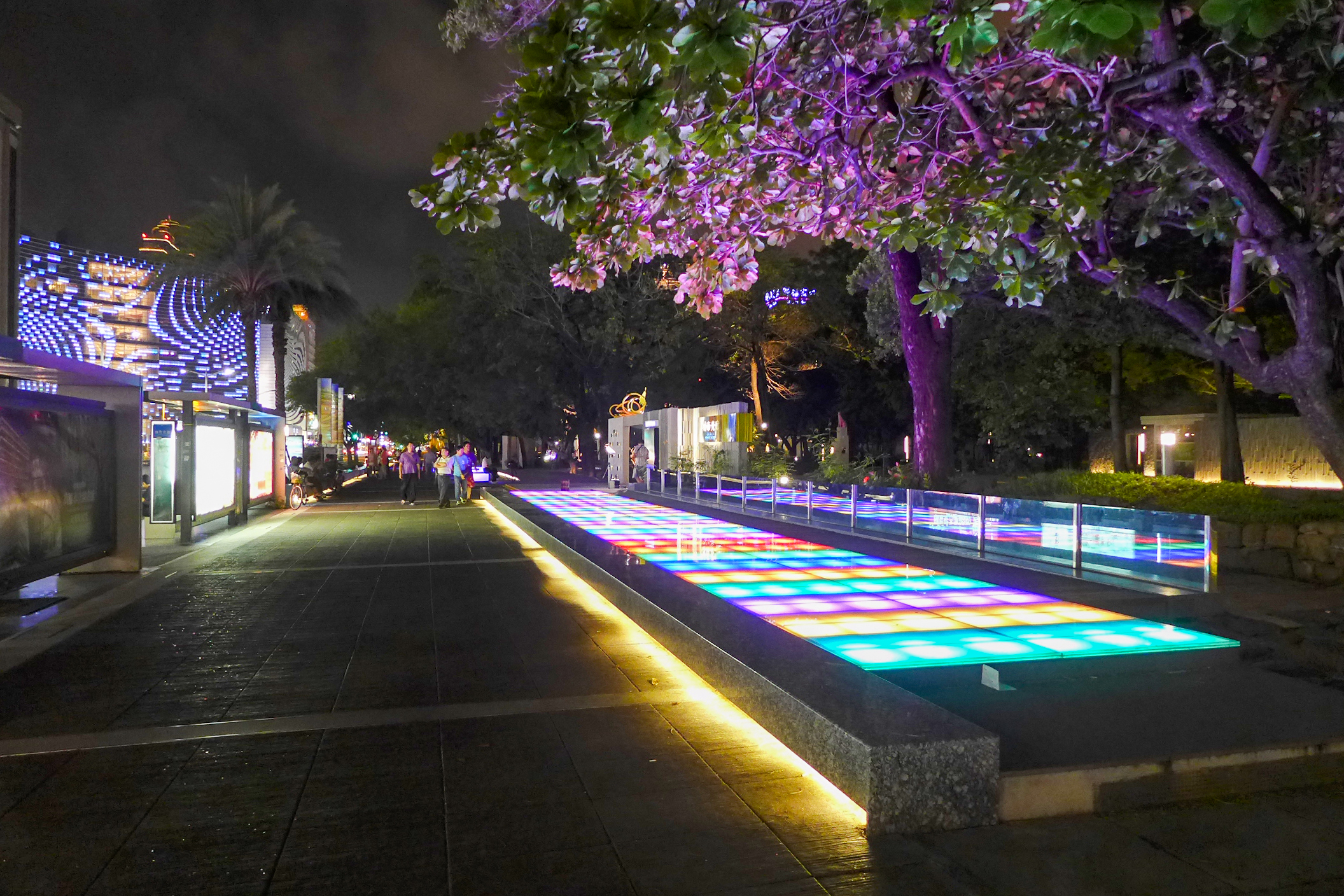
城市光廊（2015年）

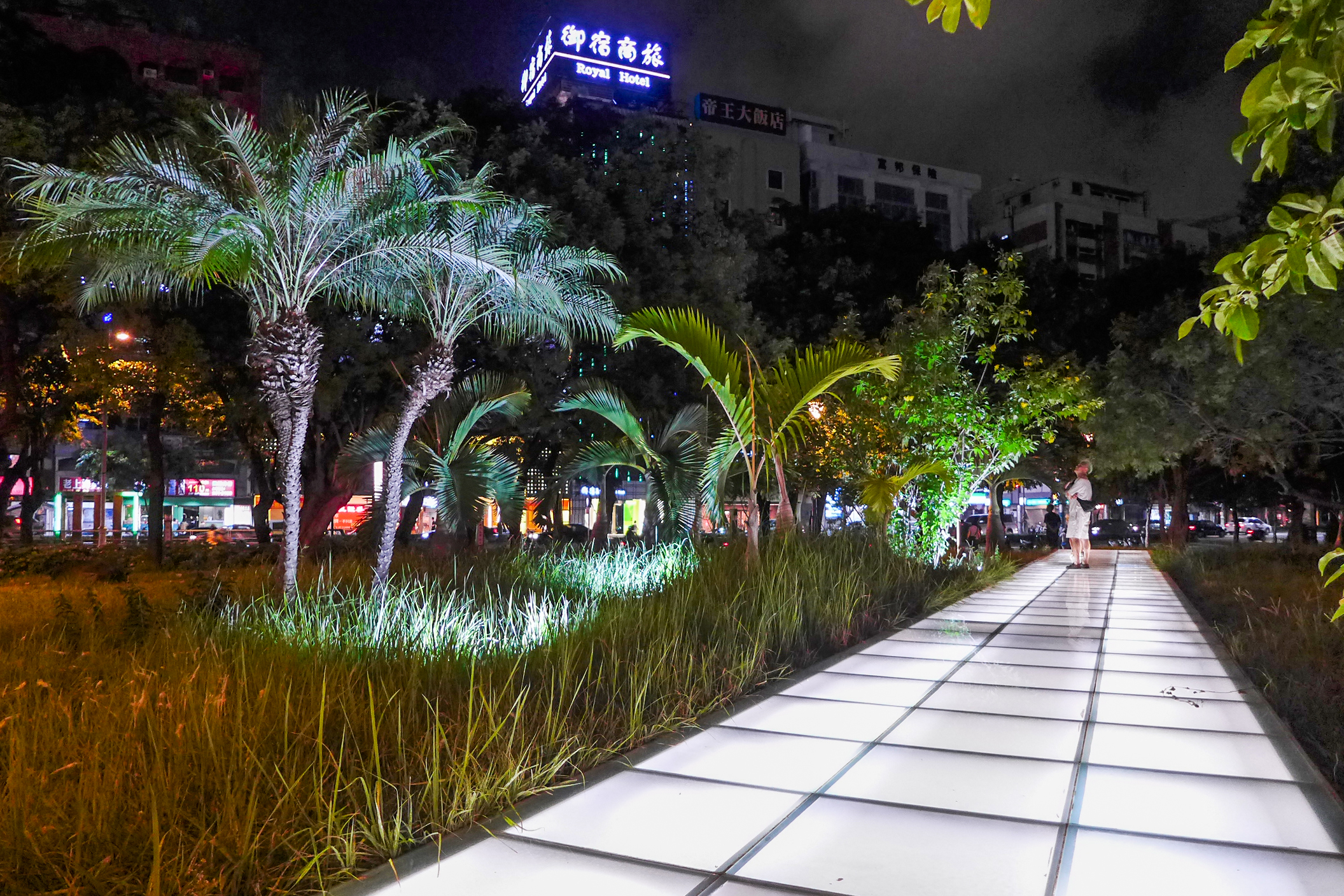
夜景燈光通道

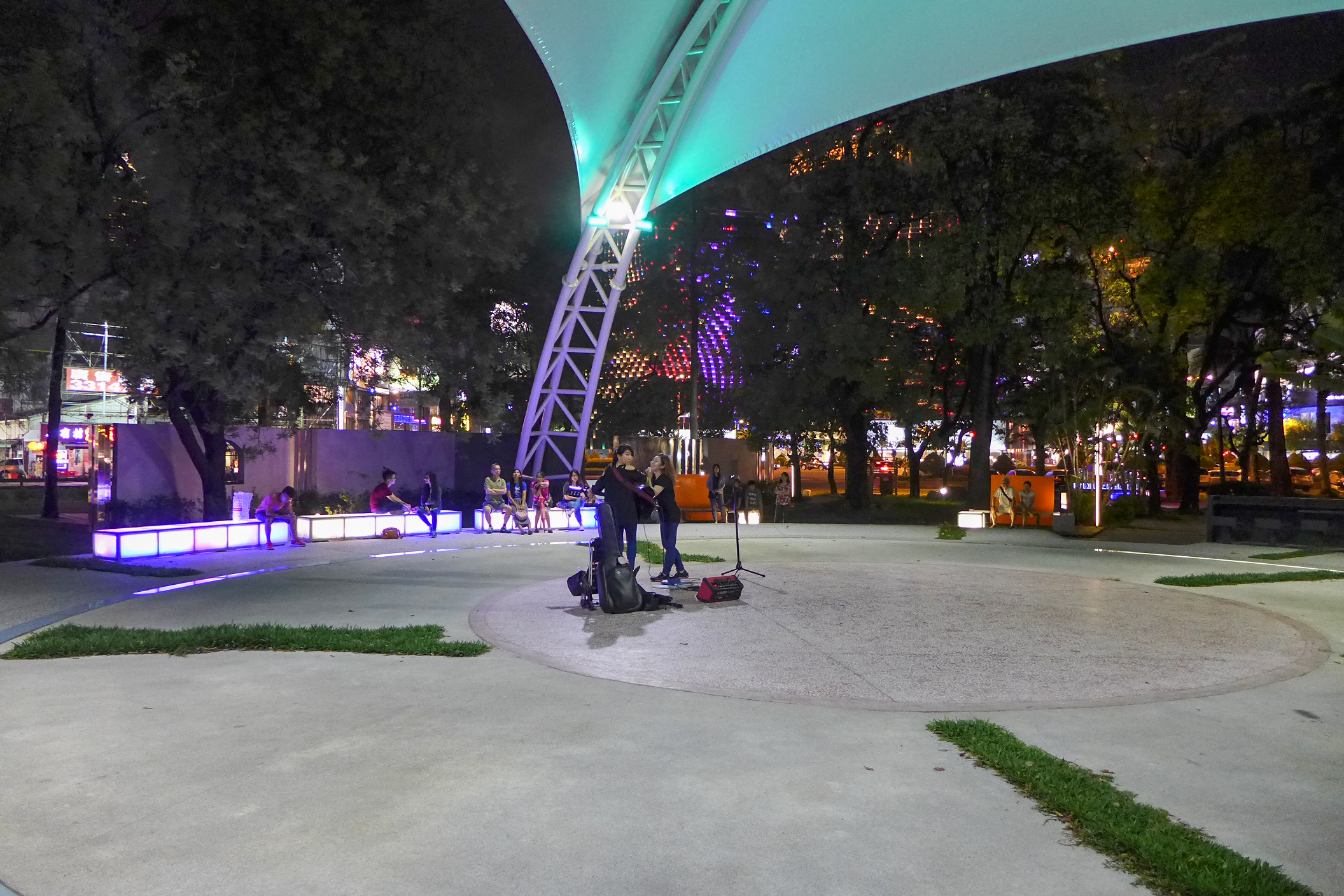
露天劇場

城市光廊是一個都市生活休閒空間，位於高雄市中山路和中華路之間的五福路上，北側為中央公園，近鄰高雄捷運中央公園站與新堀江、大統262等。由謝長廷當高雄市市長時所主導，於2001年10月正式啟用，成為高雄市的景點之一。
2010年7月31日起在市長陳菊做出第一片柴燒窯烤披薩後，開始重新營運，新的城市光廊以「品味生活‧城市新空間」作為經營理念，結合在地食材、地中海飲食理念與義式披薩的廚藝，首創於城市光廊內提供美味的義式柴燒窯烤披薩，以及各式義式料理與咖啡飲料等，提供市民及遊客美味、營養與品味的餐飲服務。
新的經營團隊在空間的營造上採取穿透、永續利用與原生素材的精神，把原來封閉陰暗的建築打開，利用大片玻璃，借景後方中央公園優美的景緻，用來裝飾的龍眼木除了裝飾作用外，更是平時作為柴燒窯爐的燃料的供應，而所使用的鋼筋、龍眼木、與紅磚在改變用途時，均可隨時再生利用‧而舒適的環境與多元的家具運用，讓遊客可以根據自己的喜好，享受著不同的空間氛圍。
同時，新的經營團隊將進一步蒐集城市光廊周邊景點的故事，同時結合披薩DIY，周邊駐村藝術家的行程，讓遊客來到城市光廊不僅僅是欣賞表演，更能夠結合導覽、DIY與創意，讓遊客來城市光廊可以品味不同的城市生活風貌。
城市光廊由9位高雄當地藝術家（林熺俊、蘇志徹、林麗華、陳明輝、黃文勇、潘大謙、劉素幸、王國益、陳建明）合作規劃，以「光」為主題所創作出一系列的作品，包括以公車亭、紅綠燈、電氣箱及垃圾桶等街道家具為主題進行設計。
2014年一月，城市光廊封閉整修，燈光不再。2014年底正式完工啟用。

## 歷史

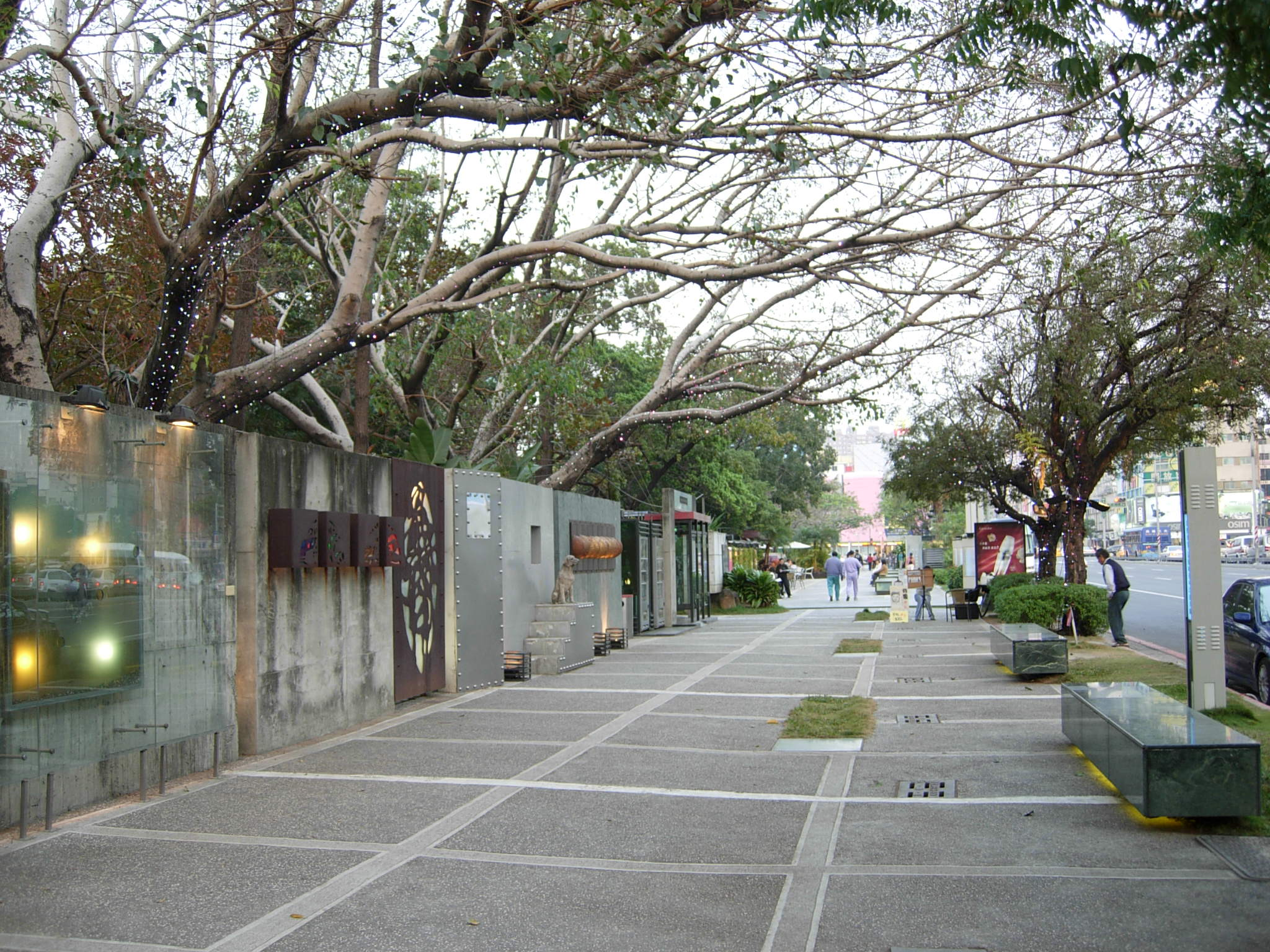
城市光廊街景

- 2001年7月城市光廊開工，由當時高雄市市長及高雄市政府建設局所支持推動。
- 2001年9月完成，長約150公尺，寬逾10公尺。
- 2001年10月1日，高雄市長謝長廷與創作光廊的九位藝術家聯手點燈啟用。
- 2009年8月吹熄燈號，市府重新招商。
- 2010年7月31日，由高雄市長陳菊親手做出第一片城市光廊義式柴燒薄窯烤披薩後，以更豐富的全新風貌與市民見面。
- 2014年1月，高雄市政府斥資4千萬元整修城市光廊，整修工程包括改善老舊設施及損壞的藝術品，還會添加一些藝術造景，以及夜景燈光等。同年底完工，重新開放。

## 重要地標

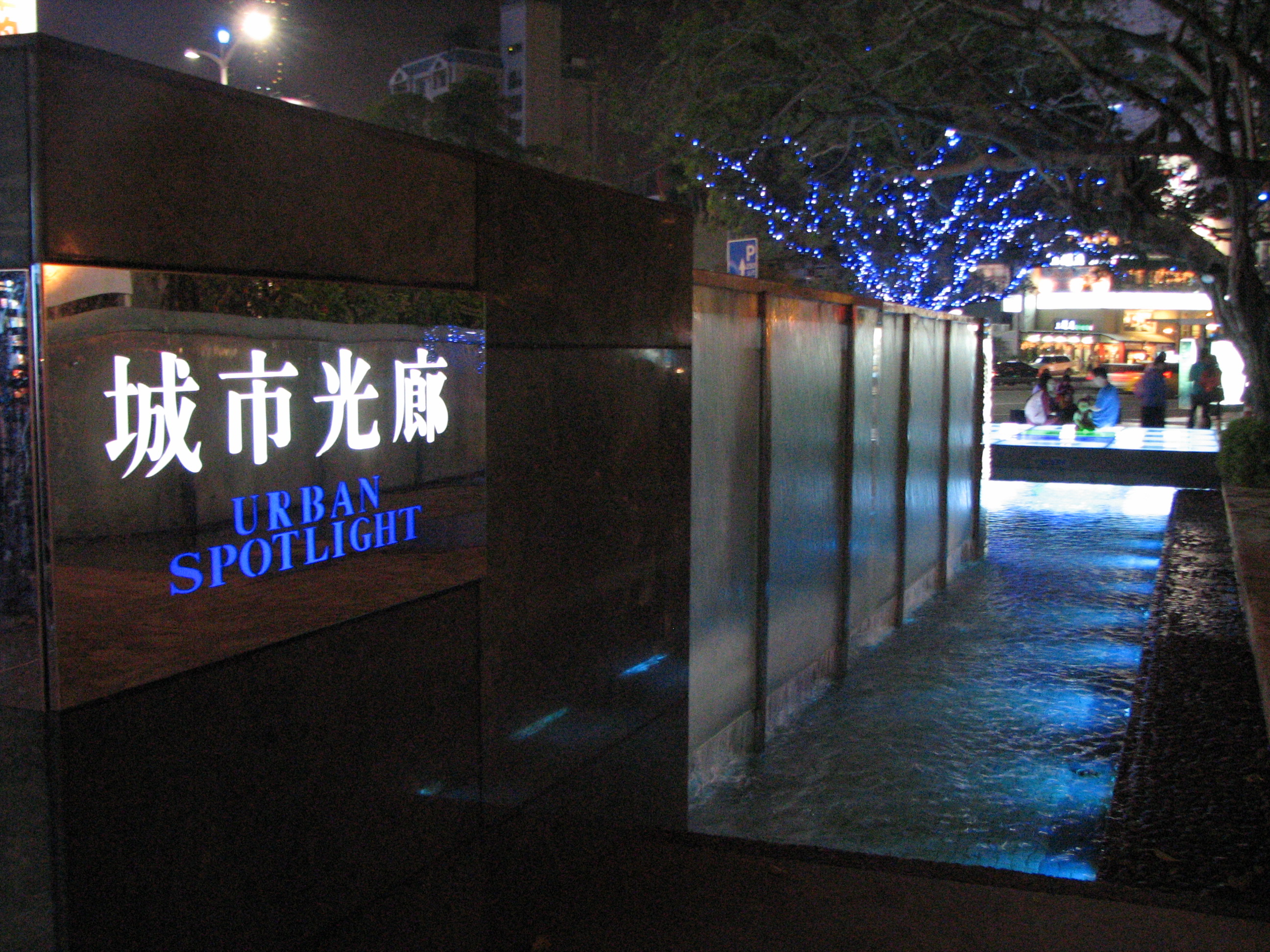
城市光廊（2007年）

### SMILE — 2001希望之牆
全長18公尺，牆上共有從新生兒到80歲的阿公、阿媽共2001位市民的笑臉。主題在期許所有的高雄市民，都能以微笑來面對嶄新的每一天，讓高雄市呈現歡樂、和諧、美麗的風貌，因年久髒汙，目前已貼上新圖案。

### 人、狗、梯、門、窗

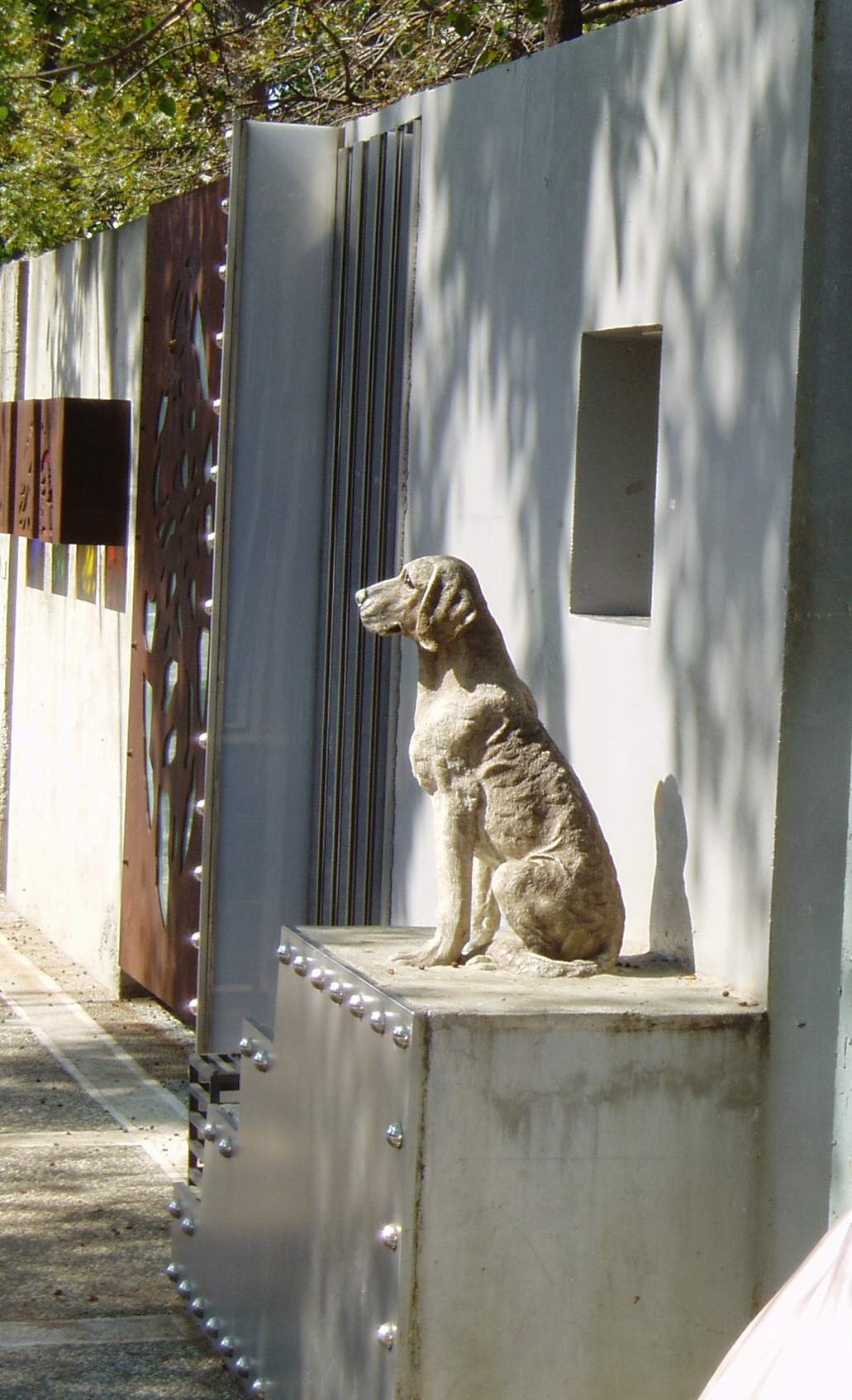
人、狗、梯、門、窗

由蘇志徹設計，主要是配合夜晚燈光照射，以增添神秘幻想的氣氛。

### 玻璃平台
由林熹俊設計，搭配各式彩色燈光的變化，平台可呈現不同的光景，為街頭表演者的舞台之一。
其餘藝術創作還包括有「太陽之頌」、「地景中的光點」、「湛藍的意象」、「光合作用」、「萬花筒」、「城市走廊」、「飛行2001」、「城市家具」等等。

### 柴燒窯烤披薩
過去城市光廊僅有音樂表演與咖啡，自2010年由建頤文創公司接手經營，該公司原本已有自有的義式柴燒窯烤披薩品牌比薩瑞亞‧容易的美味，該品牌以地中海飲食為料理精神，大量使用新鮮蔬果、海鮮、橄欖油、香料及五穀雜糧為食材，同時採取平實的價格定位，讓遊客與市民能夠非常容易的享受到在一般高級餐廳訂價動輒數百元以上的義式披薩。而利用真正的柴燒窯烤，更使披薩能夠在自然的散發出淡淡的柴燒香味，而不油膩的風格更是女性朋友的最愛。
建頤文創公司在高雄市政府養工處突破傳統思維，以創新積極的態度，同意城市光廊能夠讓柴燒窯烤披薩進駐城市光廊，乃希望能夠為城市光廊建立起永續經營的基礎，更豐富城市光廊的體驗內涵。事實上建頤文創公司已經決定突破傳統將結合披薩及周邊駐村藝術家的教學，規劃成多元的DIY遊程，讓闔家來到城市光廊可以體驗多元豐富的體驗內涵。在2010年7月31日由陳菊市長主持的「啟窯儀式」中表示，披薩DIY製作起來很容易，也很方便，非常適合全家大小一起來體驗的活動。